# جوني نيلسون (متزلج سريع)
جوني نيلسون (بالإنجليزية: Johnny Nilsson)‏ هو متزلج سريع أمريكي، ولد في 8 يوليو 1875، وتوفي في 3 فبراير 1955 في Sunland-Tujunga, Los Angeles ‏ في الولايات المتحدة.